# Bjørn Westh
Bjørn Rømer Westh, född 2 februari 1944 i Overlade, är en dansk socialdemokratisk politiker och f.d. minister. Han var folketingsledamot 1977–1998.

## Bakgrund
Bjørn Westh är son till läraren Hans Rømer Holm Westh (1914–1975) och förskolläraren Ingrid Cold-Ravnkilde (1918–1981). Han tog studentexamen vid Vestjysk gymnasium 1963 och lantmäteriexamen vid Den kgl. Veterinær- og Landbohøjskole 1969. Han arbetade som assistent på en stadsplaneringsfirma innan han startade upp en egen verksamhet i Viborg 1972, som han sedan drev till 1981. Hans politiska engagemang började i partiet Liberalt Centrum, men han gick över till Socialdemokratiet och var med om att grunda socialdemokratiska partiavdelningar i Skals och Møldrups kommun 1970. Han var ledamot i Møldrups kommunfullmäktige (1970-1977) och satt i dess naturskyddsnämnd och utbildningsnämnd (1974-1975). Han var även styrelseledamot (1978-1981 & 1982-1993) och ledamot i det verkställande utskottet för Danmarks Naturskyddförening (1978-1981). På regional nivå var han styrelseledamot i Viborg amtskommunforening (1974-1977), ledamot i Viborg amts naturvårdsutskott (1974-1977) och ordförande i jordbruksutskottet (1983-1990).

### Rikspolitiker
Westh blev invald i Folketinget första gången 1977. Redan 1981 utsågs han till Poul Dalsagers efterträdare som jordbruksminister, då denne hade blivit Danmarks EG-kommissionär. Innan utnämnelsen hade Westh varit drivande i jordbruksförhandlingarna mellan den socialdemokratiska regeringen och lantbruksorganisationerna. Mandatperioden blev dock kort, då regeringen avgick redan i september 1982 utan att val utlystes. Han fortsatte som folketingsledamot och var bl.a. ledamot i jordbruks- och fiskeutskottet. Han var även suppleant i Europarådet 1988. Under 1980-talet ingick han i den s.k. Oberstklubben (uppkallad efter de grekiska överstarna som gjorde en statskupp 1967) som försökte göra Svend Jakobsen till Socialdemokratiets partiledare efter Anker Jørgensens avgång 1987. Gruppen bestod också av bl.a. Mogens Lykketoft, Erling Olsen och Poul Nielson.

## Minister 1993–1998
Westh blev åter jordbruks- och fiskeminister 1993, då Poul Nyrup Rasmussen bildade en socialdemokratiskt ledd fyrpartiregering. Han gjorde anspråk på att bli Danmarks EU-kommissionär efter Henning Christophersen men uppdraget tillföll Ritt Bjerregaard. Han blev tillfrågad om att bli Folketingets talman 1994, men han tackade nej och befattningen tillföll Erling Olsen. Han var därefter justitieminister (1994-1996) och slutligen transportminister (1996-1998). 
Wesths period som justitieminister var stormig. Han tillsatte en utredning av upploppen på Nørrebro 1993 samt av polisledningens ansvar och ärendets behandling i justitiedepartementet, efter att Asbjørn Jensens redogörelse kritiserats hårt. Han lät också tillsätta en utredning av bankkrisen på Färöarna och det hårt kritiserade förstatligandet av Føroya Banki och Sjóvinnubankin. Mandatperioden präglades dessutom av de många uppgörelserna mellan polisen och kriminella motorcykelgäng. Westh blev mål för kritik 1994 i samband med den s.k. RiBus-sagen. Busschaufförer i Esbjerg genomförde en strejk i samband med att bussdriften lades ut på entreprenad och konflikten utvecklades till våldsamma gatustrider mellan demonstranter och polisen. Kritiken av Westh rörde polisens hårda ingripanden mot demonstranterna under den nio månader långa konflikten. Westh hamnade återigen i blåsväder 1996 då den danska regeringen avlyste författaren Salman Rushdies planerade besök på Ishøjs kunstmuseum, där han skulle motta EU:s aristeionpris. Avlysningen begrundades med att Danmark inte kunde garantera Rushdies säkerhet och att han därmed nekades inresetillstånd i landet. I medierna utmålades Westh som ansvarig för skandalen, men det visade sig sedan att statsminister Poul Nyrup Rasmussen var den ansvarige och hade försökt lägga över skulden på Westh. Rushdie fick sedan en officiell ursäkt och tilläts besöka Danmark för att ta emot sitt pris.
Som transportminister genomförde han ett avtal som innebar att två tredjedelar av de statliga vägarna gjordes om till regionala vägar under amten. Alkoholgränsen för bilkörning sänktes från 0,8 promille till 0,5 promille och miljardinvesteringar gjordes i nya tåg till Köpenhamns tågtrafik. Han genomförde också en kontroversiell lag som förbjöd personer utan danskt medborgarskap, EU-medborgare undantagna, att köra taxibil. Han förlorade sitt mandat i valet 1998. Han arbetade därefter som EU-rådgivare för Litauens jordbruksminister (1999-2002) och var därefter ledamot i Viborg amtsråd och dess miljöutskott (2002-2006). Han var suppleant i Folketinget för Pernille Blach Hansen 2003. Han driver numera en egen rådgivningsfirma.
Westh har haft styrelseuppdrag för Det Danske Hedeselskab och Kreditforeningen Danmark.

## Erkännanden
- Eisenhower Exchange Fellowship (1984)
- Tænk Prisen (1994)